# Waterloo & City line
Waterloo & City Line é uma linha do Metropolitano de Londres. Opera como um serviço de ligação entre as estações Waterloo e Bank sem paradas intermédias. Seu tráfego primário consiste de passageiros do sudoeste de Londres, Surrey e Hampshire chegando da estação principal de Waterloo à Cidade de Londres, e por esta razão a linha normalmente não opera aos domingos ou feriados.
A linha foi construída pelo Waterloo & City Railway Company e aberto para o serviço o 11 de julho de 1898 (naquele tempo, a estação Bank foi nomeada "City"). Quando ela abriu foi a segunda ferrovia de tubo elétrica em Londres, após a City e South London Railway (agora parte da Northern line). Durante grande parte de sua existência, foi controlada e operada por duas companhias ferroviárias principais, antes de ser nacionalizada na British Rail. As operações foram transferidas para o Metrô de Londres em 1994, na sequência de uma grande remodelação e substituição do material rodante.
A linha Waterloo & City é coloquialmente conhecida como The Drain, que significa "o esgoto" ou "o dreno". Embora a origem deste apelido não seja certa, existem três teorias principais: alguns pensam que vem do cheiro dos pântanos em que Waterloo é construído, outros pensam que é devido aos túneis profundos de forma circular, apelidados de tubos em outras linhas. Finalmente, outros sugerem que a representação da linha no mapa subterrâneo lembra um esgoto a partir de City. No entanto, isso é mais provável por causa das iniciais da linha (W.C.), referindo-se ao termo water closet, que se refere ao banheiro.
A linha Waterloo & City é de longe a linha mais curta em toda a rede do Metrô de Londres, com um comprimento de linha de 2,37 km, e uma viagem de ponta a ponta de apenas quatro minutos. Em termos absolutos, é a linha menos utilizada na rede, com pouco mais de 15 milhões de passageiros por ano. No entanto, em termos do número médio de viagens por milha, é a segunda linha mais intensamente usada, atrás apenas da Victoria line.

## Estações

- Bank
- Waterloo